# 吉居時哉
吉居時哉（よしい ときや、1932年5月7日 - ）は、日本の大蔵官僚。

## 来歴
神奈川県鎌倉市出身。神奈川県立湘南高等学校から東京大学に進学。同大学経済学部を卒業する。1955年 大蔵省に入省（主計局）。国土事務次官を退官後は第二地銀協会長や東日本銀行頭取に就いた。

## 職歴
- 1955年4月：大蔵省に入省。
- 1961年：理財局資金課企画係長[2]。
- 1962年：岩国税務署長[3]。
- 1963年：理財局経済課長補佐[3]。
- 1966年5月：大臣官房秘書課長補佐[4]。
- 1969年：外務省研修所[3]。
- 1970年6月：在スイス日本国大使館参事官[4]。
- 1974年7月：主計局給与課長[4]。
- 1976年6月：主計局主計官（外務、通産、経済協力担当）。
- 1977年6月：銀行局中小金融課長[3]。
- 1979年：銀行局総務課長。
- 1980年6月23日：近畿財務局長。
- 1981年6月：銀行局検査部長。
- 1983年6月7日：理財局次長（旧理財担当）。
- 1984年6月：内閣官房内閣審議室長。
- 1985年7月：国土庁長官官房長。
- 1986年6月10日：国土事務次官。
- 1988年6月28日：退官。